# Euporus linearis
Euporus linearis là một loài bọ cánh cứng trong họ Cerambycidae.